# 華中科技大学
華中科技大学 （かちゅうかぎだいがく、ピンイン: Huázhōng kējì Dàxué、英名:Huazhong University of Science and Technology）は、中華人民共和国湖北省武漢市洪山区にある大学。中華人民共和国教育部直属の国家重点大学及び副部級大学で、华中理工大学、同済医科大学、武漢城市建設学院は2000年5月26日に三校統合して成立した。211工程、985工程、双一流の指定校の一つである。正式略称は華中大で、華工、華中科大とも略称として呼ばれている。複数の国家重点実験室も持っている。

## 基本データ
- 校訓：明德厚学,求是创新
- 創立：1953年10月15日
- 類型：国立大学
- 学長：李元元
- 学生数：57106人
- 院生数：36267人
- 研究生数：17694人
- 系列：985工程、211工程、七校連合辨学
- 略称：華中大，華工、華中科大、華科

## 学科ランキング
2012年度の「中華人民共和国教育部学科評価」により、中国国内において特に強みを持つ研究分野は以下である。
| 中国国内の順位 | 専攻分野             |
| -------------- | -------------------- |
| 1              | 機械工学             |
| 5              | 動力工程及工程熱物理 |
| 1              | 光学工程             |
| 7              | 控制科学与工程       |
| 2              | 電気工学             |

## 日本における協定校
- 名古屋大学
- 広島大学
- 九州大学
- 北海道大学
- 東北大学

部局間協定
- 金沢医科大学と医学院